# 2007년 남북정상회담
2007년 남북정상회담(二千七年南北頂上會談)은 2007년 10월 2일부터 10월 4일까지 평양에서 대한민국 대통령 노무현과 조선민주주의인민공화국 국방위원장 김정일 간에 진행된 정상회담으로, 2000년 남북정상회담에 이어 두 번째 남북정상회담이다. 10.4 남북정상회담이라 불리기도 한다. 이 회담의 결과로 남북 양측은 〈남북관계 발전과 평화번영을 위한 선언〉을 발표했다.

## 진행
2007년 8월 8일 오전, 대한민국과 조선민주주의인민공화국은 동시에 제2차 남북정상회담이 2007년 8월 28일부터 8월 30일에 걸쳐 개최될 것이라 발표했다. 그러나, 2007년 8월 18일 북한은 수해로 인해 회담 일정을 연기할 것을 요청하였고 구체적인 회담 일자 지정을 남측에 일임했다. 이에 남측은 2007년 10월 2일에서 10월 4일 동안 회담을 개최하기로 제안했다.
1차 회담과는 달리 2차 회담에서는 평양개성고속도로를 통한 육로 방문이 합의되었고, 일정 첫 날인 10월 2일 9시 5분 대한민국 대통령 노무현은 국가 원수로서는 최초로 도보로 군사분계선을 넘어갔다. 조선민주주의인민공화국 국방위원장 김정일은 4·25 문화회관 앞에서 평양으로 들어온 노무현을 맞이했다.
일정 둘째날인 10월 3일 9시 30분 남북 양측 정상은 소수의 배석자를 대동하고 회담을 가졌고, 일정 마지막 날인 10월 4일 양측은 6·15 남북 공동선언에 기초해 남북의 ‘평화와 번영’을 목표로 한 〈2007 남북정상선언문〉을 채택했다.
둘째날의 회담에 앞서 노무현은 김정일에게 나전칠기 병풍과 드라마와 영화 DVD, 팔도특산 차 세트를 선물했고, 김정일은 노무현에게 500상자의 송이를 선물했다. 청와대에서는 이 송이를 정치인, 소록도 주민, 실향민 단체 등 사회 각계각층과 나누겠다고 발표했다.

## 2007 남북정상선언문
〈남북관계 발전과 평화번영을 위한 선언〉, 줄여서 〈2007 남북정상선언문〉은 대한민국 대통령 노무현과 조선민주주의인민공화국 국방위원장 김정일 사이의 회담을 통해 작성되었고, 2007년 10월 4일 오후 1시, 평양 백화원 영빈관에서 남북 정상이 공동으로 서명했다. 그 8개 기본 조항은 다음과 같다.
1. 남과 북은 6·15 남북 공동선언을 고수하고 적극 구현해 나간다.
2. 남과 북은 사상과 제도의 차이를 초월하여 남북관계를 상호존중과 신뢰 관계로 확고히 전환시켜 나가기로 하였다.
3. 남과 북은 군사적 적대관계를 종식시키고 한반도에서 긴장완화와 평화를 보장하기 위해 긴밀히 협력하기로 하였다.
4. 남과 북은 현 정전체제를 종식시키고 항구적인 평화체제를 구축해 나가야 한다는 데 인식을 같이하고 직접 관련된 3자 또는 4자 정상들이 한반도지역에서 만나 종전을 선언하는 문제를 추진하기 위해 협력해 나가기로 하였다.
5. 남과 북은 민족경제의 균형적 발전과 공동의 번영을 위해 경제협력사업을 공리공영과 유무상통의 원칙에서 적극 활성화하고 지속적으로 확대 발전시켜 나가기로 하였다.
6. 남과 북은 민족의 유구한 역사와 우수한 문화를 빛내기 위해 역사, 언어, 교육, 과학기술, 문화예술, 체육 등 사회문화 분야의 교류와 협력을 발전시켜 나가기로 하였다.
7. 남과 북은 인도주의 협력사업을 적극 추진해 나가기로 하였다.
8. 남과 북은 국제무대에서 민족의 이익과 해외 동포들의 권리와 이익을 위한 협력을 강화해 나가기로 하였다.

## 정상회담 회의록 논란
새누리당 정문헌 의원이 대한민국 제18대 대통령 선거 이전인 2012년 10월, '2007년 남북 정상회담에서 노무현 대통령이 NLL을 포기했다'는 주장을 해서 논란이 되었다. 민주당은 정문헌 의원을 고발하였으나 대선 이후 검찰은 정문헌을 무혐의 처리하였다.
2013년 6월 20일 새누리당 정보위 위원들은 국가정보원에게 받은 대화록 발췌본을 열람하였고 서상기 의원은 '노무현 대통령이 남북정상회담에서 NLL을 포기했다'고 주장하며 거짓이면 의원직을 사퇴하겠다고 했다. 이후 민주당은 새누리당과 국가정보원을 비난하고 열람 행위에 대해 대통령기록물관리법 및 국정원법 위반이라고 주장하며 검찰에 고발했다. 문재인은 이 문건을 대통령기록물이라고 주장하며 대통령기록물관리법에 따라 국회 표결을 통해 공개할 것을 주장하였다. 24일 국정원은 회의록 전문을 국회 정보위원에게 제공하기로 하였고 민주당은 수령을 거부했다. 국가정보원은 2013년 6월 24일 이 남북정상회담의 회의록 전문을 공개하였다. 이 회의록은 노무현 대통령과 김정일 국방위원장의 10월 3일 오전회의와 오후회의의 발언을 담고 있다. 25일 언론을 통해 회의록 전문이 공개되었다.
김무성은 6월 26일 열린 새누리당 최고중진연석회의에서 대화록을 대선 전에 받아서 12월 14일 부산 선거 유세에서 낭독했다고 말하였다. 김무성은 대선 당시 18대 대선 박근혜 캠프의 선대위원장이었다. 프레시안은 소속 기자가 당시 유세를 녹음한 파일을 발견하여 녹취록과 파일을 공개했다. 김무성은 12월 18일에도 같은 내용의 연설을 했고 구체적인 부분까지 대화록 원문과 일치했다. 김무성은 대화록을 보지 않았고 정문헌 새누리당 의원에게 들은 내용과 노 대통령의 정상회담 뒤 발언 등을 종합해 만든 문건을 읽었다고 해명했지만 유세내용은 정문헌의 발언과는 일치하지 않았다. 김무성의 연설에는 국정원이 만든 발췌본에 없고 전문에만 있는 '저항감'이라는 문구가 등장한 사실이 확인됐다.
또 권영세 당시 새누리당 선대위 종합상황실장이 국정원 문건을 알고서 대화를 하였다고 박범계 민주당 의원이 6월 26일 주장하며 녹취록을 공개했다.
한편 국회는 회의록 전문등의 국가기록원 원본을 제출할 것을 요구하는 요구안을 7월 2일 재석 의원 276명 중 257명 찬성, 반대 17명, 기권 2명으로 통과시켰다. 민주당 내 DJ계와 통합진보당·진보정의당, 무소속 안철수계의 의원들이 반대 또는 기권했다.
한편 국가정보원이 작성한 대화록은 2008년 1월에 작성된 것인데, 당시 국정원장 김만복은 자신의 지시에 따라 작성된 것이 아니라고 주장했다.
7월 18일 국가기록원은 대화록 관련 기록물을 찾지 못했다고 밝혀 논란이 되고 있다.

## 같이 보기
- 남북정상회담
- 2000년 남북정상회담
- 2018년 1차 남북정상회담
- 2018년 2차 남북정상회담
- 2018년 3차 남북정상회담